# Hogna raffrayi
Hogna raffrayi este o specie de păianjeni din genul Hogna, familia Lycosidae. A fost descrisă pentru prima dată de Simon, 1876. Conform Catalogue of Life specia Hogna raffrayi nu are subspecii cunoscute.